# Усть-Сыда
Усть-Сыда (хак. Сый пилтірі) — несуществующее ныне село на территории Краснотуранского района Красноярского края.

## История
Образовано как заимка во второй половине XVIII века на правом берегу реки Сыда в 2 км от её впадения в Енисей казаком Абаканского острога Крапивиным. Заимка стала называться «Крапивинской». Постепенно заимка разрослась и стала называться деревней Крапивино. Впоследствии деревня стала носить наименование «Усть-Сыдинская».
По ревизии 1794 года в деревне значились следующие обитатели: Вакулин 7 душ, Байкалов 16 душ, Мосин 4 души, Берняцкой 2 души, Гусев 5 душ, Шадрин 7 душ, Голощапов 9 душ.
По переписи населения Абаканской волости 1850 года в деревне значатся следующие фамилии: Вакулин, Байкалов, Мосин, Базницкий, Гусев, Шадрин, Ковалев, Вайкин, Голощапов, Обеднин, Захаров, Карпов, Сидоров, Никитин, Чумаченко, Коношин, Гребенщиков, Петров, Ткаченко. К середине 19 века в деревне насчитывалось 44 двора и 301 житель. По итогам переписи 1927 года в деревне 159 хозяйств 848 жителей.
Деревня находилась на равнинной местности. Дурной лог делил деревню на две части.
Баландина открыла в деревне школу. В 1907 году в качестве учителя начальной школы начал свою педагогическую деятельность 19-летний Пётр Иванович Кабанов, русский историк, доктор исторических наук, профессор. Приехал он в Усть-Сыду на тарантасе, на задке которого был привязан дощатый ящик с книжками и другими учебными принадлежностями. Для школы была найдена более просторная изба из двух половин. Чтобы набрать учеников приходилось ходить по избам деревни и рассказывать о пользе учения.
В 1928 году был создан Крапивинский сельский совет.
В 1931 году она была переименована в село Усть-Сыда, а Крапивинский сельсовет стал называться Усть-Сыдинским. В этом же году в ведение сельсовета вошёл посёлок Унюк.
В период коллективизации образовалось две артели: «12 лет Октября» и «им. Ворошилова», которые впоследствии объединились в один колхоз «12 лет Октября» (посевная площадь зерновых культур на 1935 год 1592 га).
Рядом с деревней был построен мост через реку Сыда. Назывался он «Белоярский». Это был уникальный по тому времени мост на лиственных сваях, связывающий правый берег Сыды с левым.
В 1965 году населённый пункт прекратил своё существование в связи со строительством Красноярской ГЭС и был перенесён на возвышенность, где образовалось село Новая Сыда.